# Torsten Palm (racerförare)
Torsten Palm, född 23 juli 1947 i Kristinehamn, är en svensk affärsman med en bakgrund som racerförare. Han är bror till kartläsaren Gunnar Palm. Torsten började sin karriär som kartläsare. 1967 kom han tvåa i Svenska Rallyt med Simo Lampinen som förare.    
Torsten Palm har som racerförare främst tävlat internationellt i Formel-3 och olika rally-klasser. I sin Formel-3 debut 1969 tog han en andraplats i SM efter Ronnie Peterson. 1970 och 1971 tog han SM-guld, 1972 SM-silver. Under 1973 satte han banrekord på Kanonloppet i Karlskoga under F2-EM inför 40 000 åskådare. Palm slutade trea i tävlingen, med sin Surtees, Ronnie Peterson femma. Ingen slog banrekordet innan banan byggdes om i slutet av 70-talet.
Han debuterade i formel 1 i en Hesketh-Ford i Monaco 1975, men kvalade inte in. Han fick däremot starta på Anderstorp i Sverige 1975, där han slutade på en tionde plats. Satsningen sponsrades av Polarvagnen, varför bilen gick under namnet Polar Caravans.
Mellan åren 1993 och 2004 drev han ett bilhandelsföretag på Lidingö under namnet Torsten Palm Bil AB, som under tre år var återförsäljare för Ferrari. Företaget såldes 2004 varefter han ägnade sig åt konsultverksamhet, men startade upp ett nytt märkesoberoende bilhandelsföretag i februari 2010 på Lidingö under namnet Bilagenten Torsten Palm AB.
2013 blev han vald som ordförande i Degerfors IF.

## F1-karriär
| Säsong | Stall/Tillverkare             | Poäng | Placering |
| ------ | ----------------------------- | ----- | --------- |
| 1975   | Polar Caravans (Hesketh-Ford) | 0     | –         |